# Sneakernet
Sneakernet, een porte-manteau van sneaker en ethernet, is een informele term uit de computerwereld en heeft betrekking op het fysiek transporteren van gegevensdragers zoals floppy disks of USB-sticks, meestal om te vermijden dat de informatie over het netwerk moet worden verzonden. Als netwerk heeft sneakernet een grote bandbreedte, maar ook een grote latency; het kan grote hoeveelheden data transporteren, maar is (in vergelijking met ethernet of internet) erg traag. Sneakernets zijn wereldwijd in gebruik in situaties waar het onmogelijk of te duur is om een elektronisch netwerk te onderhouden, waar gevoelige informatie moet worden getransporteerd zonder deze aan een publiek netwerk toe te vertrouwen en in informele peer-to-peer netwerken.
Never underestimate the bandwidth of a station wagon full of tapes hurtling down the highway.— Andrew S. Tanenbaum 